# Get the Shot
Get The Shot est un groupe de punk hardcore originaire de la ville de Québec. Formé en 2009, le groupe s'est auto-produit jusqu'en août 2017.

## Biographie
Le groupe est fondé en 2009 par cinq musiciens ayant une certaine expérience de la scène punk hardcore en faisant partie de groupes différents auparavant. Le nom Get The Shot est emprunté du titre d'une chanson du groupe de hardcore Attitude de Syracuse.  
En 2009, Get the Shot sort un mini-album auto-produit intitulé In fear We Stand. Le premier album du groupe, Perdition, paraît en 2012 et est distribué par Outside Music. En 2014, ils sortent un deuxième album nommé No Peace in Hell. Celui-ci est distribué par Demons Run Amok Enterrainement et Useless Pride Records.  
Le troisième album du groupe Infinite Punishment sort le 4 août 2017. Il est produit en collaboration avec Christian Donaldson du groupe Cryptopsy sous le label indépendant New Damage records,. Le groupe collabore également avec Jesse Barnett du groupe Stick To Your Guns pour le morceau Blackened Sun. Alexandre Erian des groupes Obey The Brave et Despised Icon contribue également sur la chanson Profaner.  L'album remporte le prix Lucien dans la catégorie album métal de l'année 2018 au Gala alternatif de la musique indépendante du Québec,.  
À l'été 2018, ils entreprennent une tournée de plus de 30 spectacles en Europe incluant la participation à plusieurs festivals majeurs dont le Hellfest en France et le Resurrection Fest en Espagne.
Au mois de juillet 2022, le groupe annonce la sortie de son quatrième album, Merciless Destruction, pour le 7 octobre 2022.
Le 19 décembre 2022, une publication sur les réseaux sociaux du groupe confirme le départ de Guy-Pierre Genest et David St-Pierre qui seront remplacés par Olivier Roy et Patrick Woods respectivement.

## Styles et influences
Selon le chanteur du groupe, Jean-Philippe, la musique hardcore est un moyen de remettre en question l'ordre établi et de dénoncer les conditions sociales contemporaines qui creusent les inégalités et rejettent la différence, ce qui a pour conséquences d'accroître les discours haineux et la peur d'autrui. Il utilise sa présence sur scène pour proclamer son opinion.     
Le son de Get The Shot est décrit comme agressif, violent, brutal et disjoncté. Il est possible de retrouver des breakdowns, des solos et des riffs rapides ressemblant au thrash metal des années 1980. En concert, le chanteur dégage beaucoup d'énergie pour entraîner la foule qui s'entrechoque (moshpit), fait du slam (body surfing) et des murs de la mort.      

## Membres

### Membres actuels
- Olivier Roy : Guitare (depuis 2022)
- Tom Chiasson : Guitare (depuis 2009)
- Dany «Fisher» Roberge : Basse (depuis 2009)
- Sébastien Lalonde-Ricordi: Batterie (depuis 2024)

### Anciens membres
- Jean-Philippe Lagacé : Chant (2009-2025)
- Max Cat : Batterie (2009-2010)
- Samy Water : Guitare (2009-2010)
- Guy-Pierre Genest : Guitare (2010-2022)
- David St-Pierre : Batterie (2010-2022)
- Patrick Woods : Batterie (2022-2024)